# Nils Holter

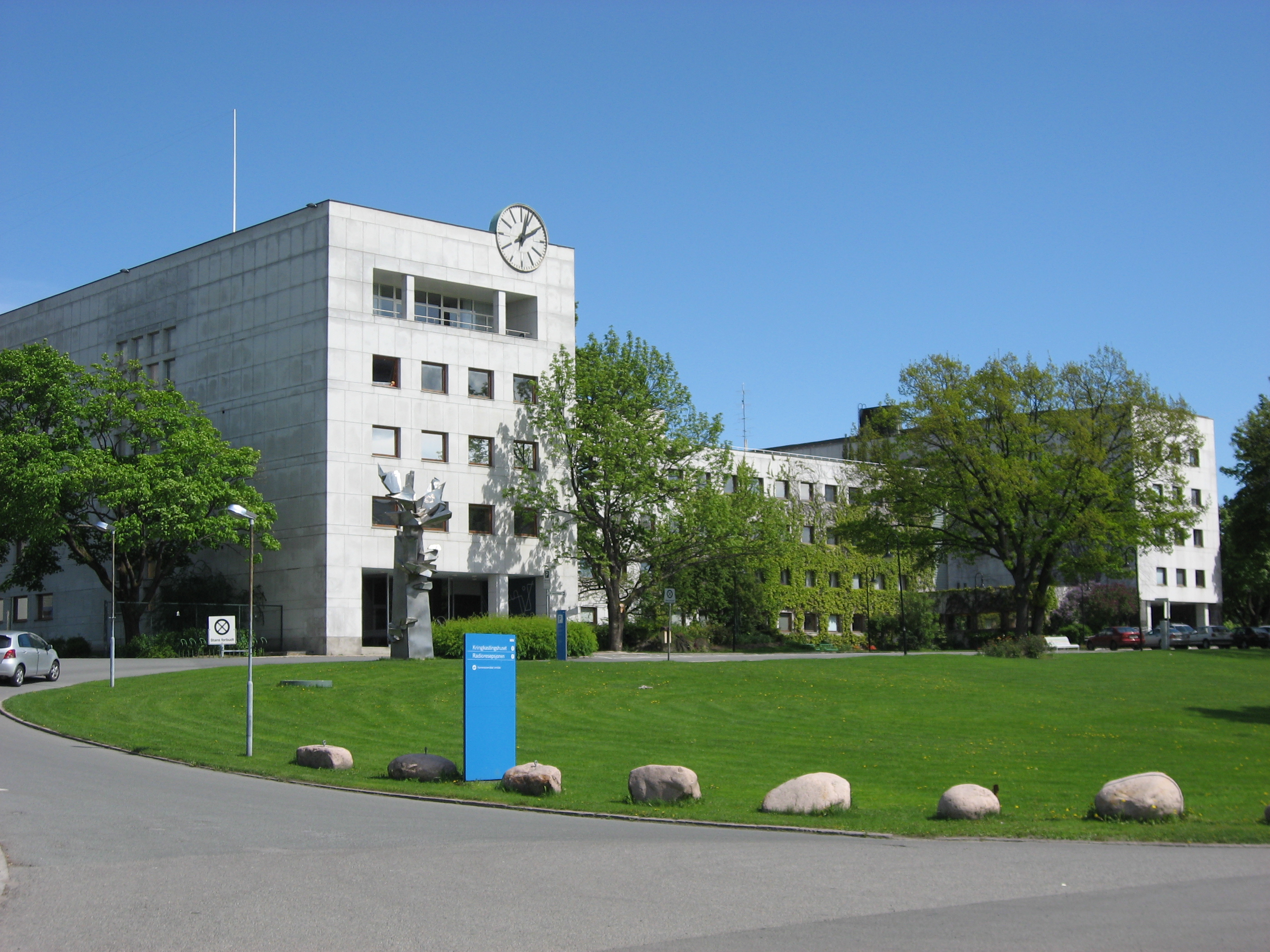
Kringkastingshuset.

Nils Holter, född 22 mars 1899 i Hamar, död 30 augusti 1995, var en norsk arkitekt.
Holter blev student 1918, och utexaminerades från Norges tekniske høgskole 1922. Han var assistent hos professor Sverre Pedersen i tre år, anställd vid Oslo regleringsväsende 1926–1936 och innehade därefter eget arkitektkontor i Oslo, tillsammans med Jan Bauck från 1969. Han utförde bland annat Norsk Rikskringkastings nybyggnad på Blindern, Fjernsynhuset, Telegrafverkets nye administrationsbyggnad. Han var bland annat styrelsemedlem i Norske Arkitekters landsforbund. Jurymedlem och medlem av rådet för Brente steders regulering.